# Stepan Abbakumow
Stepan Tymofijowytsch Abbakumow (ukrainisch Степа́н Тимофі́йович Аббаку́мов, russisch Стефа́н Тимофе́евич Аббаку́мов Stefan Timofejewitsch Abbakumow; * 23. Novemberjul. / 5. Dezember 1870greg. in Kiew, Russisches Kaiserreich; † 1919 in Kiew, Ukrainische Volksrepublik) war ein ukrainischer Dirigent, Komponist und Musikpädagoge.

## Leben
Stepan Abbakumow hatte an der Kiewer Musikschule (Київське музичне училище) Musikunterricht. Er war in der Klavierklasse von Grigori Konstantinowitsch Chodorowski-Moros (* 20. November 1853; † 1. Juli 1927 in Sewastopol) und in der Celloklasse von Friedrich von Mulert (* 19. Juni 1859 in Mitau). 1898 wurde er am Sankt Petersburger Konservatorium in der Kompositionsklasse von Nikolai Feopemptowitsch Solowjow graduiert. Er besuchte auch die Opern- und die Ensembleklasse. In den folgenden Jahren trat er bei verschiedenen Konzerten in Sankt Petersburg als Dirigent in Erscheinung. Von 1899 bis 1902 leitete er als Direktor die Musikklassen der Russischen musikalischen Gesellschaft in Tomsk. Hier gab er auch Klavierunterricht. In Leipzig belegte er Dirigierkurse bei Arthur Nikisch. Zusammen mit S. W. Gilew war er ein Pionier in Sachen musikalischen Fernunterrichts im Russischen Kaiserreich. 1904 begründete er Fernkurse in Musiktheorie in Sankt Petersburg. 1904/1905 wurde er als Gastdirigent in Pawlowsk verpflichtet, 1907 in Jalta, 1908 in Sankt Petersburg bei der Ausstellung Musikalische Welt (Musykalny mir/Музыкальный мир) und in anderen Städten. 1907 bis 1910 arbeitete er an der Musikzeitschrift Bayan mit. Ab 1913 lebte er in Kiew. Er leitete die Sinfoniekonzerte der Russischen Musikgesellschaft in Kiew, und der Sommerkonzerte im Sommertheater der Versammlung der Kaufleute (Litni Teatr Kupezkowo sibrannja/Літній театр Купецького зібрання). Ab 1916 war er Dirigent an der Mobilen Oper Kiew (Київського пересувного оперного театру). Ab 1918 dirigierte er das Союз оркестра, ein Orchester, das im März 1917 in Kiew gegründet wurde.

## Werke.
Stefan Timofejewitsch Abbakumow schrieb Lieder, Chöre, Violinstücke und sinfonische Werke. Er schrieb eine Hymne auf die Freiheit (Гимна Свободы) als Reaktion auf die Russische Revolution von 1905. Er schrieb auch musiktheoretische Werke.
- Популярные лекции по теории музыки [Beliebte Vorlesungen über Musiktheorie]: Курс 2 [Kurs 2]. Гармония [Harmonie]. Лекция 1 [Lektion 1] (П. к. 1). Построение аккорда  [Der Aufbau eines Akkordes] (трезвучия) [(Dreiklänge)], расположение его в голосах и голосоведение  [ihre Lage in den Stimmen und Stimmführung];  С. Т. Аббакумов; Курсы теории музыки [S. T Abbakumow; Kurse in Musiktheorie] С.-Петербург [Sankt-Petersburg]; 1904
- Гимн свободы! [Hymne der Freiheit], mit Text unterlegte Klavierfassung, Text: S. T. Abbakumow, verlegt bei Idsikowski in Kiew und Warschau. Das Werk befindet sich im Bestand der Russischen Staatsbibliothek.

## Rezeption und Kritiken
Der Klavierfabrikant Schröder, veranstaltete in Sankt Petersburg eine Konzertreihe mit sinfonischer Musik. Im dritten Konzert 1907 sprang Abbakumow für Ernst Kunwald als Dirigent ein. Auf dem Programm standen Liszts Les Préludes, Kalinnikows Sinfonie Nr. 1 g-moll. Des Weiteren wurden mit dem Pianisten Gerardy ein Klavierkonzert von Saint-Saëns und sinfonische Variationen von Boëllmann aufgeführt. Im Zweiten Quartalsband der Illustrierten Halbjahresschrift Die Musik von 1906/1907 herausgegeben von Bernhard Schuster in Leipzig findet sich eine Kritik dieses Konzerts: S. Abbakumow wird als Absolvent des hiesigen Konservatoriums und späterer Schüler Nikischs bezeichnet. Er sei dem anspruchsvollen Programm viel schuldig geblieben und wird auch über seinen Misserfolg kaum im Zweifel geblieben sein.